# Église Saint-Symphorien d'Anthenay
L'église Saint-Symphorien d'Anthenay est une église de la Marne, classée au titre des monuments historiques par arrêté du 13 septembre 1920.

## Historique
Sur une base du XIIe siècle, l'église a été remaniée au XVe pour le bras sud, puis au XVIe pour l'abside et le transept nord. La sacristie et les bas côtés, pour la dernière travée, sont plus tardifs.

## Architecture
Les piliers carrés de la nef et le portail gardent des parties du XIIe siècle. Pour le mobilier, il est remarqué une statue de Marie à l'enfant polychrome datant du XVIe siècle et des carreaux de carrelage historiés à la datation incertaine (fin du Moyen Âge). 
En l'église se trouve une pierre tumulaire avec une blason en chef, un chevron et trois roses, deux un, encadré de deux hercules tenant un massue. Une inscription[Où ?] : « Hic secundum christian...expectat Adrianus Barillo...qui natalium dign...Christianaru VII...addidit orna...vixit...fratre primogenito filios et H...Antonium et Johannem vere...qui obiit die octobris MDCVII requiescat in pace ».